# Big Dan
Big Dan is een Amerikaanse dramafilm uit 1923 onder regie van William A. Wellman. Destijds werd de film in Nederland uitgebracht onder de titel Buck de bokstrainer.

## Verhaal
Wanneer Dan O'Hara terugkeert uit de Eerste Wereldoorlog, komt hij erachter dat zijn vrouw hem heeft verlaten. Hij richt vervolgens een kamp op voor jongens, waar hij boksles gaat geven.

## Rolverdeling
| Acteur              | Personage      |
| ------------------- | -------------- |
| Buck Jones          | Dan O'Hara     |
| Marian Nixon        | Dora Allen     |
| Ben Hendricks jr.   | Cyclone Morgan |
| Trilby Clark        | Mazie Williams |
| Jacqueline Gadsden  | Nellie McGee   |
| Charles Coleman     | Doc Snyder     |
| Lydia Yeamans Titus | Kat Walsh      |
| Monte Collins       | Tom Walsh      |
| Charles Smiley      | Pastoor Quinn  |
| Harry Lonsdale      | Stephen Allen  |
| Mattie Peters       | Ophelia        |
| J.P. Lockney        | Pat Mayo       |
| Jack Herrick        | Muggs Murphy   |